# 沢田東江
沢田 東江（さわだ とうこう、享保17年（1732年） - 寛政8年6月15日（1796年7月19日））は、江戸時代の書道家・漢学者・儒学者。洒落本の戯作者。
本来は多田姓だったが沢田姓に改める。氏は源、諱を鱗、字は文龍・景瑞、通称は文治または文治郎、号は東江のほか来禽堂・萱舎・青蘿館・東郊・玉島山人。江戸の人。

## 略歴
士族の子として江戸両国柳橋に生まれる。
早くから書学を好み、20代前半には明の王履吉の流れをくむ唐様の書家高頤斎に入門。宝暦4年（1754年）には兄弟子の高橋道斎に勧められて上毛多胡碑を観に赴き拓本を打ち、のちに『多胡郡碑面考証』として上梓した。
また学芸に励み、井上蘭台に入門して古註学を学ぶ。このときの同門に井上金峨がいる。この頃から山県大弐や鈴木煥卿（澶州）・高葛陂らとも交友した。

### 洒落本刊行
一方で遊里に溺れ放蕩を尽くし、ついに吉原中に「柳橋の美少年」と騒がれたという。井上金峨の『唐詩笑』に触発され、26歳の正月に洒落本『異素六帖』を刊行する。これは漢籍『魏楚六帖』のもじりで『唐詩選』の有名句と百人一首の下の句を組み合わせて吉原の情景を織り込むという内容だった。

28歳（宝暦9年・1759年）の春、江戸幕府の要請で蔵書印（御書宝）の篆文の揮毫を行っている。この年の秋、蘭台の口利きで幕府学問所頭の林家に入門し林鳳谷に師事。主に朱子学を学ぶ。明和元年（1764年）春、再び幕府より下命があり、朝鮮通信使の御書法印を篆して白金を下賜される。
学問を通じて関松窓・平沢旭山・井上四明・市河寛斎・後藤芝山・入江北海・山本北山・渋井太室などと交わった。また文人画家の中山高陽と詩友となり、井上金峨とともに賛文を記している。この書画は三絶と評され江戸で人気となった。詩家の鵜殿士寧や安達文仲・横谷藍水とも交遊した。詩僧の六如慈周とは特に親しく、生涯に亘って詩交を続けた。天明2年（1782年）、公遵法親王が帰京のおりに六如とともに随行を許され、大坂の木村蒹葭堂を訪問している。六如と比肩される詩僧大典顕常が江戸に滞在した折り、自宅に招いて教えを請うている。このほかにも蘭学者（吉雄耕牛・宇田川玄随・源通魏）や俳人（谷素外・活々坊旧室）との交友が知られる。

### 明和事件で取調べ
明和4年（1767年）、山県大弐と交友があったことから明和事件に連座。取り調べを受けるも罪過は認められず、無構の申し渡しとなるがその衝撃は大きく経学による出立は諦めざるを得なくなる。

### 書をもって生業とする決意
以降、呼称（字・号・姓・名）を改めることを繰り返し、書をもって生業とする決意をする。以後、書において東江流と呼ばれる一派を成し、江戸に書塾を開き多くの弟子を育てた。門弟に芝田汶嶺・町田延陵・角田無幻・鈴木牧之・蒔田必器・韓天寿・橋本圭橘（角町菱屋）・墨河（五明楼扇屋）・三代目花扇（遊女）などがいる。
寛政8年6月（1796年）に死没。享年66。浅草本願寺に葬られるが、のちに厳念寺（台東区寿1）に移葬される。子の東理、孫の東洋も書家となった。

## 東江流
書の師である高頤斎の書風は、王履吉・独立性易・高玄岱の流れを汲む唐様であった。しかし、佐々木玄竜・文山兄弟・細井広沢・松下烏石など当時一世を風靡していた明朝の書風の一端と受け取られていた。東江は『書学筌』（1757年）や『東郊先生書範』（1758年）などの書論で頤斎流の正統を謳い、玄龍・文山・広沢らを倭俗と切り捨てている。
明和6年（1769年）頤斎が没すると荻生徂徠の蘐園学派の影響を受け、書の復古主義ともいえる古法書学を唱える。同年刊行の『東江先生書話』において流行する明風の書を捨て、魏晋の書体に遡ることを主張した。そのためには古法帖を臨模して書法を会得し、古人の書論を読み気韻を知るべきとした。この主張は友人の韓天寿も感化し、後に二王（王羲之・王献之）を聖典視することに繋がっていく。
「書法を知らぬ者の作った字は読めないが、書法を知った者の字はそれが狂体であろうと張旭・懐素のように読むことがかなう」と述べている。
この古法書学はたちまち江戸を席巻し、東江流として一派をなした。

## 主な作品
- 「力田遺愛碑」
- 「安達太良宮」銅製額
- 「孝経碑」
- 「蘭亭」
- 「古今集序」

## 主な著作
詩論
- 『来禽堂詩草』上下2巻2冊　天明元年（1781年）
- 『傾蓋集』

戯作
- 无々道人『迷処邪正案内』5巻5冊　宝暦6年（1756年）
- 无々道人『異素六帖』上下巻（1757年）
- 酔郷散人『古今吉原大全』中本5巻5冊　明和5年（1768年）

書論
- 『多胡郡碑面考証』宝暦6年（1756年）
- 『書学筌』全2巻　宝暦7年（1757年）
- 『書範』　宝暦8年（1758年）
- 『書則』
- 『書述』3冊
- 『東江先生書話』3巻

法帖
- 『東江先生草書飲中八仙歌』（1781年）
- 『秋萩帖』（小野道風書の模刻本）
- 『鄒陽酒賦』
- 『洛神賦』
- 『桃李園帖』